# Бояры (Переганцевский сельсовет)
Бояры (бел. Бая́ры) — деревня в Вороновском районе Гродненской области Беларуси. В составе Переганцевского сельсовета.

## География
Ближайшие населённые пункты г. п. Вороново, хутор Вороново, Стасино и др.
Расположена дорога Н7350. Недалеко железнодорожная станция Вороново.

### География
Рядом озеро Вороновское.

## История
До 3 ноября 2013 года деревня входила в состав Вороновского сельсовета.

## Население

### Численность
- 2009 год — 275 человек

### Динамика
- 1999 год — 347 человек (перепись населения)
- 2009 год — 275 человек (перепись населения)

## Культура
- Музейная комната "Шлях лёну" ГУО "Территориальный центр социального обслуживания населения Вороновского района"